# Liste der Naturdenkmale in Trimbs
Die Liste der Naturdenkmale in Trimbs nennt die im Gemeindegebiet von Trimbs ausgewiesenen Naturdenkmale (Stand 2. Mai 2024).

## Naturdenkmale
| Nr.         | Bezeichnung                     | Lage                                                             | Beschreibung                                             | Bild                                    |
| ----------- | ------------------------------- | ---------------------------------------------------------------- | -------------------------------------------------------- | --------------------------------------- |
| ND-7137-397 | Pflanzenkundliches Naturdenkmal | nordwestlich des Ortes; Flur In der hintersten Langenflacht Lage | Magerrasen auf Schieferhalde; flächenhaftes Naturdenkmal | Direkt Bild zu diesem Denkmal hochladen |

## Ehemalige Naturdenkmale
| Nr.         | Bezeichnung | Lage                               | Beschreibung                                                   | Bild                                    |
| ----------- | ----------- | ---------------------------------- | -------------------------------------------------------------- | --------------------------------------- |
| ND-7137-378 | Eiche       | Straßburgerhaus, am Bildstock Lage | Quercus sp.; Rechtsverordnung am 16. September 2013 aufgehoben | Direkt Bild zu diesem Denkmal hochladen |